# 제4대 달라이 라마

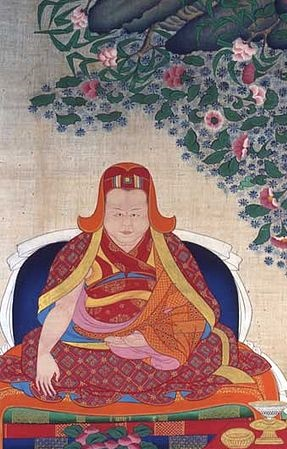
제4대 달라이 라마

왼땐갸초(티베트어: ཡོན་ཏན་རྒྱ་མཚོ་, 1589년 ~ 1617년)는 제4대 달라이 라마로, 몽골인의 자격으로 달라이 라마의 자리에 오른 최초의 인물이다.
1589년 몽골에서 태어났다. 알탄 칸과 그의 두 번째 부인의 증손자였고, 제6대 달라이 라마와 함께 티베트인이 아닌 몇 안되는 달라이 라마였다. 다만 제6대 달라이 라마는 티베트인과 유전적으로 비슷한 인도 동북부에서 태어난 인물이어서, 티베트인의 모습과 혈통을 전혀 닮지 않은 달라이 라마는 왼땐갸초가 유일하다.
티베트의 예언자들은 제3대 달라이 라마의 사망 이후, 그의 환생자가 이번에는 몽골에서 태어날 것을 예언했고, 왼땐갸초를 찾아낸 이후에는 티베트의 권력자들에게 왼땐갸초의 특징과, 그가 태어난 이후 일어난 상서로운 일들을 써서 보냄으로써 그들의 허락을 구했다.
왼땐갸초는 그가 10살이 되었을 때 아버지와 함께 티베트로 향했으며, 티베트의 주요 불교 사원들을 모두 순례하며 1603년이 되어서야 티베트에 도착할 수 있었다. 티베트에 도착하자, 그는 곧바로 달라이 라마의 직위에 올랐다. 왕위에 오른 후, 그는 드레풍 사원에서 제왕 교육을 받았고 승려 교육도 함께 받았다.
왼땐갸초는 얼마 지나지 않아 드레풍 사원의 주지가 되었고, 나중에는 세라 사원의 주지도 떠맡게 되었다. 하지만 많은 티베트인들은 그를 진정한 달라이 라마로 생각하지 않았고, 그의 재위 도중 많은 반란 시도가 있었다.
1605년, 다른 종파의 후원을 받는 한 티베트인 왕자가 라싸로 쳐들어와 달라이 라마의 궁을 급습하였고, 왼땐갸초는 어쩔 수 없이 도망쳐야 했다. 1617년에 젊은 나이로 세상을 떠났는데, 독살로 인해 숨졌을 확률이 높지만 증거가 없어 아직까지는 밝혀지지 못했다.
| 후임 쇠남갸초 | 제4대 달라이 라마 1601년 ~ 1617년 | 전임 아왕로썅갸초 |